# Sanma
Sanma is een provincie in het noordwesten van Vanuatu. Het grootste eiland van de provincie is Espiritu Santo dat met 4.010 km² tevens het grootste eiland van Vanuatu is. De naam van de provincie is afgeleid van de eerste letters van de twee belangrijkste eilanden van de provincie, (Espiritu) Santo en Malo.
In de provincie woonden 45.855 personen in 2009, verdeeld over een totale oppervlakte van 4.248 km². De bevolking groeide tussen 2009 en 2013 met waarschijnlijk 2,31% per jaar.
| Name             | Aantal inwoners | Oppervlakte in km2 |
| ---------------- | --------------- | ------------------ |
| Espiritu Santo   | 39.601          | 4.010              |
| Malo             | 3.569           | 180                |
| Overige eilanden | 1.975           | 58                 |

(Gegevens volgens een volkstelling uit 2009.)
Malampa · Penama · Sanma · Shefa · Tafea · Torba